# Humphrey Marshall (senator)

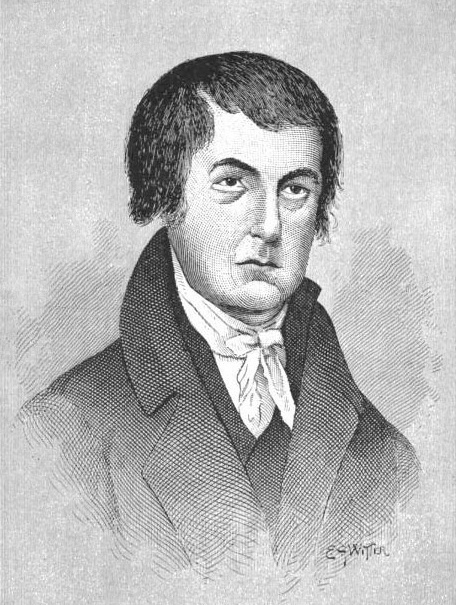
Humphrey Marshall.

Humphrey Marshall, född 1760 i Fauquier County, Virginia, död 3 juli 1841 nära Lexington, Kentucky, var en amerikansk politiker (federalist). Han representerade delstaten Kentucky i USA:s senat 1795–1801.
Marshall var verksam som lantmätare och deltog i amerikanska revolutionskriget. Han studerade juridik och inledde sin karriär som advokat i Fayette County. Han var emot tanken att skilja Kentucky från Virginia. Kentucky skildes i alla fall år 1792 till en egen delstat.
Marshall efterträdde 1795 John Edwards som senator för Kentucky. Han efterträddes 1801 av John Breckinridge. I januari 1809 utkämpades en duell mellan Henry Clay och Marshall. Båda duellanterna sårades lindrigt.
The History of Kentucky (1812), Kentuckys historia skriven av Marshall, var det första publicerade verket om Kentuckys historia över huvud taget. En andra upplaga utkom år 1824 i två band.